# Tiberio Titi
Tiberio Titi (Firenze, 1578 – Firenze, 1637) è stato un pittore e ritrattista italiano, figlio del pittore Santi di Tito.

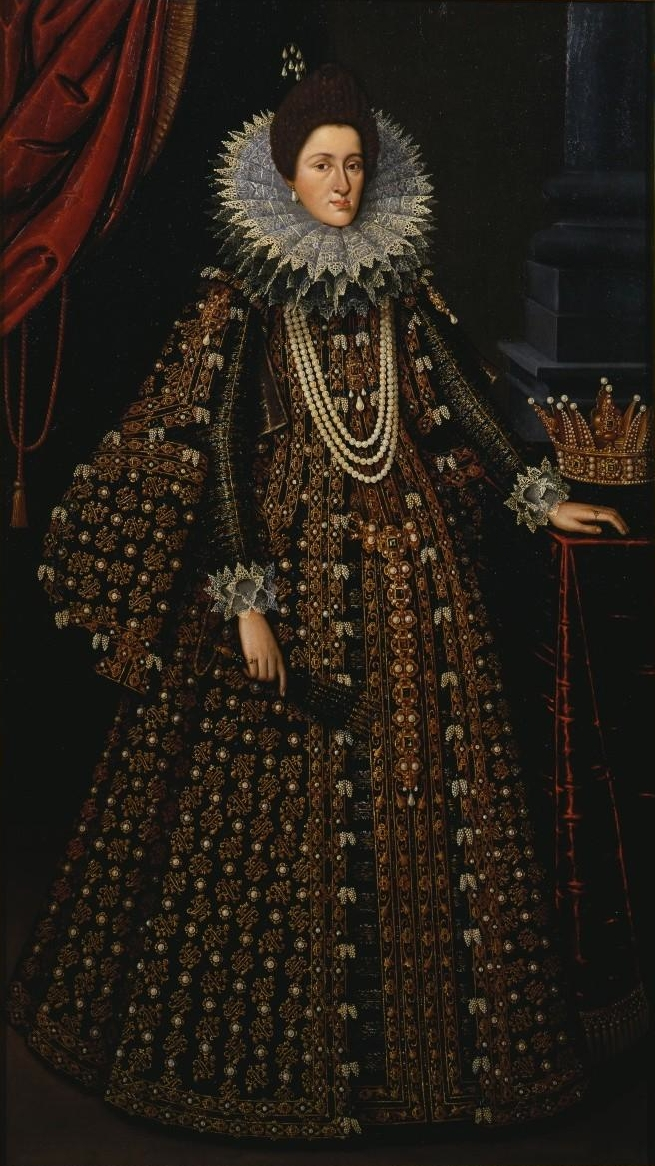
Ritratto di Maria Maddalena d'Austria, Tiberio Titi, Depositi degli Uffizi

Secondo le Notizie de' Professori del Disegno da Cimabue in qua (Firenze 1681-1728) di Filippo Baldinucci lavorò nella bottega del padre e dopo la sua morte (1603) terminò alcune sue opere, tra cui:
- La comunione degli Apostoli, nella Chiesa di San Marco a Firenze
- San Mercuriale, nell'Abbazia di San Mercuriale a Forlì
- Nascita di San Giovanni Battista, nella Chiesa di San Giovannino dei Cavalieri, a Firenze (1603).

Specializzatosi nella ritrattistica, lavorò per la nobiltà fiorentina e fu ritrattista ufficiale dei granduchi Medici, un'attività che gli diede una certa fama e gli fruttò commissioni in altre città italiane.
Il suo stile è magnificente ma legato a un calligrafismo idealizzato che ben si addice alle effigie aristocratiche.